# دومین مراسم تحلیف باراک اوباما

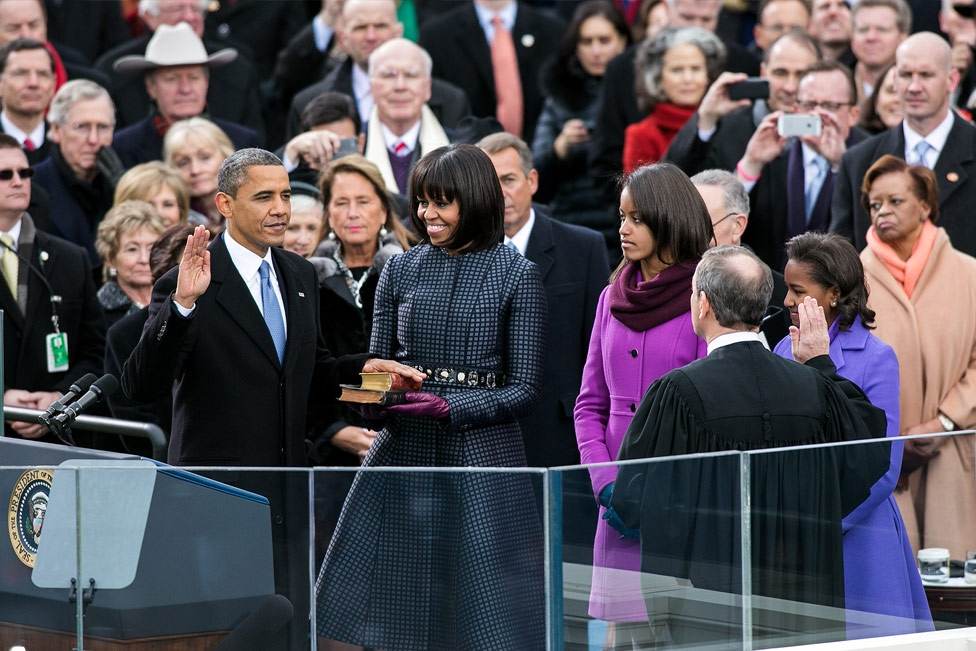

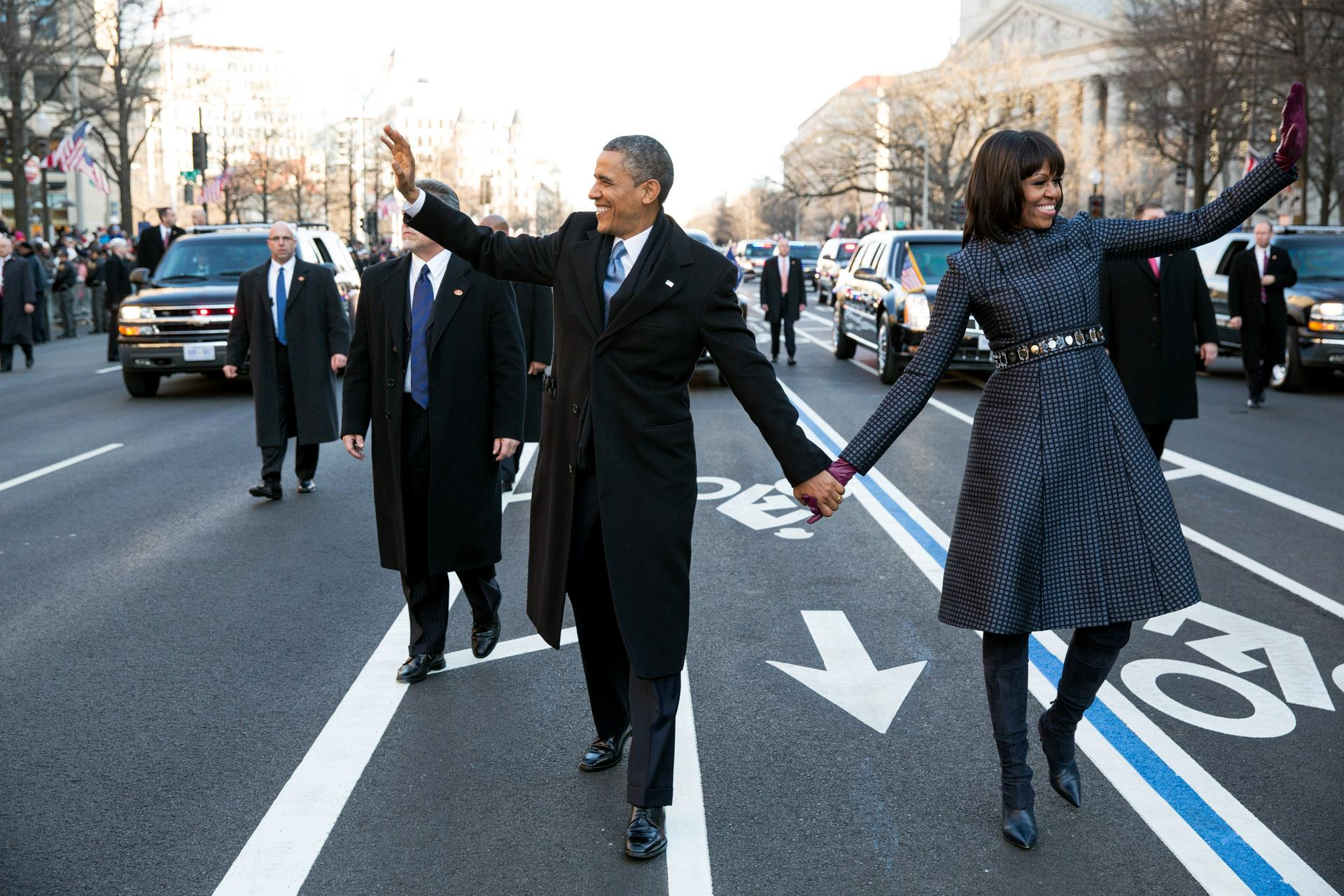

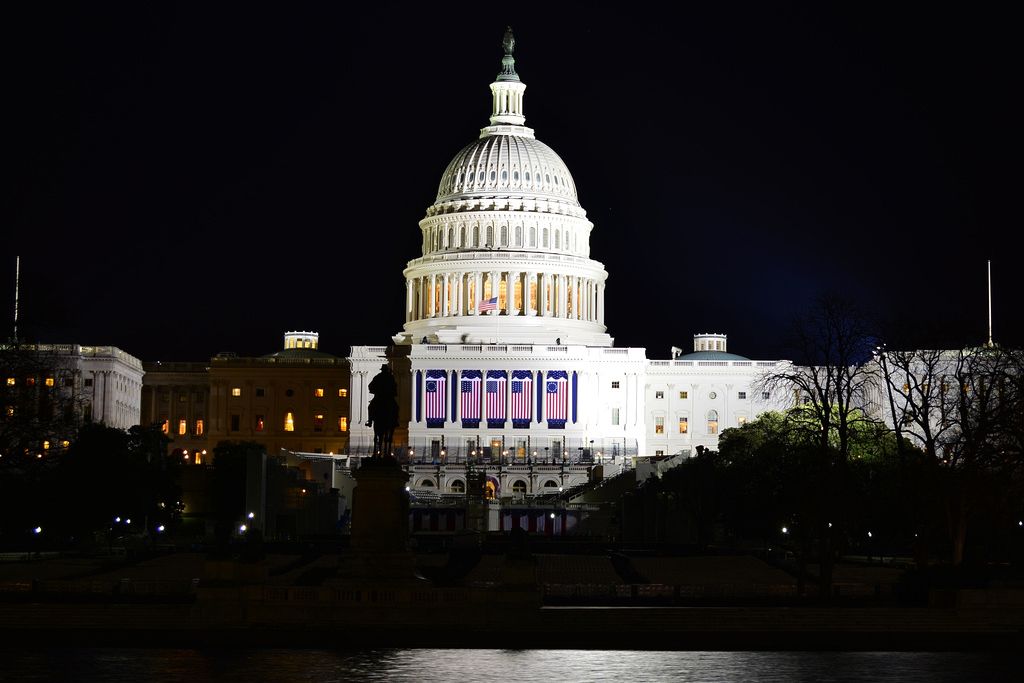

دومین مراسم تحلیف باراک اوباما، مراسمی بود که باراک اوباما چهل‌وچهارمین رئیس جمهور ایالات متحده آمریکا و نخستین رئیس جمهور آفریقایی - آمریکایی در تاریخ این کشور، در حضور جمعیت بزرگی در شهر واشینگتن دی سی در تاریخ بیست و یکم ژانویهٔ ۲۰۱۳ میلادی سوگند یاد کرد. میلیون‌ها نفر به تماشای مراسم تحلیف نشسته و از چند روز پیش از اجرای این مراسم، صدها هزار بازدیدکننده وارد واشینگتن دی‌سی شده بودند. همچنین در طول مراسم گروه‌های بزرگی از مردم در محل برگزاری ادای سوگند، در پارک ملی واشینگتن دی سی به تماشای آن پرداختند. این مراسم تحت تدابیر شدید امنیتی برگزار شد که برای انجام آن چندین هزار مأمور امنیتی حضور داشتند. در این مراسم اوباما با دست گذاشتن بر روی دو کتاب انجیل سوگند یاد کرد. یکی از کتاب‌ها، انجیل آبراهام لینکلن رئیس جمهور آمریکا در سال ۱۸۶۱ بود که اوباما هنگام ادای سوگند دست خود را روی آن گذاشت و دیگری انجیل مارتین لوتر کینگ اسطوره تاریخ این کشور و رهبر سیاه پوستان آمریکا که برای حفظ و دفاع قانون اساسی ایالات متحده ادای سوگند کرد. برخی این سخنرانی اوباما را با سخنرانی مشهور رؤیایی دارم مارتین لوتر کینگ مقایسه می‌کنند.
این اولین باری بود که یک رئیس‌جمهور در تاریخ ایالات متحده با دست گذاشتن بر روی دو انجیل سوگند یاد‌می‌کند.

## متن سخنرانیباراک اوبامادر مقابلکاخ کنگرهواشینگتن دی سی
معاون ریاست جمهوری بایدن! آقای رئیس دیوان عالی! اعضای کنگره ایالات متحده آمریکا! میهمانان برجسته! و هموطنان!
هر زمان که برای ادای سوگند ریاست جمهوری گرد می‌آئیم، شاهد قدرت پایدار قانون اساسی مان هستیم. ما وعده دموکراسی مان را مورد تأیید قرار می‌دهیم. به یاد می‌آوریم که آنچه این ملت را به هم پیوند داده‌است رنگ پوست مان یا اعتقاد و باورهایمان به ریشه‌ها یا نام‌هایمان نیست. آنچه ما را استثنائی ساخته‌است، آنچه ما را آمریکایی ساخته‌است، وفاداری مان به یک ایده است که در یک اعلامیه که بیش از دو قرن پیش تدوین شد گنجانده شده‌است. ما این حقیت را بدیهی می‌انگاریم که همه انسان‌ها برابر آفریده شده‌اند و آفریدگارشان به آن‌ها حقوقی غیرقابل انتقال داده‌است. از جمله این حقوق حق زندگی، آزادی و رسیدن به خوشبختی است.
امروز ما سفری پایان‌ناپذیر را ادامه می‌دهیم تا بین معنای آن واژه‌ها با واقعیت‌های زمانه‌مان پلی بزنیم. تاریخ به ما می‌گوید در حالی که ممکن است این حقایق بدیهی انگاشته شوند و اینکه آزادی موهبتی خدائی است، باید توسط آفریدگان او در روی زمین حفاظت شود. میهن پرستان سال ۱۷۷۶ برای آن نجنگیدند که خودکامگی شاه را با امتیازهای عده‌ای معدود یا حکومت اوباش جایگزین کنند؛ آن‌ها به ما یک جمهوری دادند، یک حکومت مردم، به وسیلهٔ مردم و برای مردم، و به هر نسل سپردند تا حافظ باورهای ژرف ما باشد.
اما ما همیشه به این نکته واقف بوده‌ایم که وقتی زمان تغییر می‌کند، ما نیز باید تغییر کنیم؛ که ما برای پایبندی به ارزشهایمان، باید در پی یافتن پاسخ‌های نو به چالش‌های جدیدمان باشیم؛ که حفظ آزادی‌های فردی مان منوط به فعالیت جمعی ماست. مردم آمریکا بیش از این به تنهایی قادر به تأمین نیازهای جهانی، آنچنان که سربازان ما با تفنگ و میلیشیا در مقابل فاشیسم، یا کمونیسم ایستادند، نیستند.
هیچ‌کس یکه و تنها قادر به آموزش دادن نیست، همه دبیران و آموزگاران ریاضی و علوم باید فرزندانمان را برای آینده، آماده و مجهز کنند تا بتوانند در جاده‌سازی، احداث شبکه‌ها و آزمایشگاه‌های پژوهشی، که خود مولد کار و حرفه هستند، کمک کنند.
این نسل از آمریکایی‌ها از آزمون بحرانها، آبداده، و مقاوم بیرون آمده‌است. یک دهه جنگ به سر آمده و دوران بهبود اقتصادی فرا رسیده‌است. آمریکا فرصت‌های نامحدودی دارد، چون ما صاحب همه کیفیت‌های لازم برای برآوردن نیازهای بی مرز جهان امروز هستیم؛ جوانی و شوق، تنوع فرهنگی و اشتیاق، ظرفیت بی‌انتها برای خطر کردن و موهبت ابتکار و بازسازی. هموطنان من، ما برای این مأموریت اینجا هستیم و تا هنگامی که باهم آن را بدست آوریم آن را از دست نخواهیم داد.
چون ما، مردم، درک می‌کنیم که کشورمان نمی‌تواند موفق شود درحالی که یک عده انگشت شمار رو به کاهش، بسیار خوب باشند و اکثریت رو به افزایش به سختی گذران کنند.
ما بر این باوریم که رونق آمریکا باید بر شانه‌های پهن طبقه متوسط رو به رشد باشد. ما می‌دانیم هنگامی آمریکا شکوفا می‌شود که هر فرد بتواند استقلال و غرورش را در کار جستجو کند و مزد کارگران شریف، خانوارها را از مشقت برهاند. ما هنگامی به باورهامان حقیقتاً پایبند می‌مانیم که یک دختر کوچولو در اوج فقر بداند او از همان فرصتهائی برای موفقیت برخوردار است که هر فرد دیگر، چون او هم یک آمریکایی است. او هم آزاد است و برابر است نه تنها در پیشگاه خدا بلکه در میان خود ما.
ما آمریکایی‌ها هنوز معتقدیم که هر شهروندی باید از میزانی از امنیت و احترام برخوردار باشد. با آنکه کاری مشکلی است، باید هزینه بیمه‌های درمانی و میزان بدهی مان را کاهش دهیم. اما این ایده را رد می‌کنیم که آمریکا باید بین نگهداری و تیمار نسلی از مردمان که این کشور را ساختند، و سرمایه‌گذاری برای نسلی که آینده ایالات متحده را خواهند ساخت، یکی را انتخاب کند. زیرا ما تجارب سال‌ها و دهه‌های اخیرمان را از یاد نبرده‌ایم: سال‌های برزخی را که در فقر و نداری به سر برده شد و والدین و فرزندانی که از سلامت کامل برخوردار نبودند، هیچ یار و یاوری نداشتند.
ما معتقد نیستیم که در این کشور آزادی و خوشبختی تنها برای خوش شانس‌ها یا گروه اندکی کنار گذاشته شده‌است. می‌دانیم جدا از آنکه تا چه حد مسئولانه زندگی کنیم، هر کدام از ما در هر لحظه می‌تواند عزیزی را از دست دهد، به ناگهان بیمار شود، یا خانه و کاشانه‌اش را بر اثر تندباد و طوفانی از دست بدهد. تعهد متقابلی را که ما از طریق برقراری بیمه‌های اجتماعی به یکدیگر می‌دهیم، باعث ضعیف شدن قوه ابتکارمان نمی‌شود، بلکه آن را تقویت می‌کند. این تعهد ما را تبدیل به ملتی نمی‌کند که مداوما خواستار دریافت انواع مواهب از دولت است، بلکه امکان بیشتری فراهم می‌کند تا حداکثر توان و ابتکارمان را بکار گرفته و این کشور را به عظمت برسانیم.
ما مردم این کشور هنوز معتقدیم که به عنوان یک آمریکایی تنها نباید به فکر خودمان باشیم، بلکه هدف ما باید ارتقاء و بهبود زندگی همه باشد. ما به تهدید ناشی از تغییرات آب و هوا پاسخ خواهیم داد. می‌دانیم که در صورت غفلت از این کار، به فرزندانمان و به نسل آینده خیانت کرده‌ایم. ممکن است برخی هنوز شواهد و مدارک بسیار علمی در اثبات تغییرات جوی را منکر شوند، اما هیچ‌کس نمی‌تواند از اثر آتش‌سوزی‌های مخرب، خشکسالی‌های نابودکننده، و تندبادهای بنیان کن در امان بماند.
مسیر دستیابی به انرژی‌های پایدار، طولانی و در پاره‌ای از اوقات، مشکل است. اما آمریکا نمی‌تواند در برابر این دوره انتقالی مقاومت کند. ما باید در راس این روند بوده و رهبری آن را به عهده بگیریم. ما نمی‌توانیم در تکنولوژی دستیابی به این منابع جدید از سایرین عقب بیافتیم؛ فناوری که انرژی صنایع و اشتغال جدید را تأمین خواهد کرد. اینگونه‌است که می‌توانیم شادابی اقتصادی و ذخائر ملی مان مانند جنگل‌ها، رودخانه‌ها، مزارع و کوه‌های پر برفمان را حفظ کنیم. اینگونه‌است که می‌توانیم از کره زمینی که از طرف خداوند به ما سپرده شده، حفاظت کنیم. با این کارهاست که می‌توانیم به آنچه پدران و بنیان‌گذاران این مرز و بوم اعلام کرده‌اند، معنی و مفهوم دهیم.
ما مردم هنوز معتقدیم که جنگ مداوم پیش نیاز برقراری صلح و ثبات استوار نیست. مردان و زنان آمریکایی که اونیفورم نیروهای مسلح این کشور را به تن داشته و در نبردها آبداده شده‌اند، رقیب و همآوردی ندارند. شهروندانی که خاطره عزیز از دست رفته‌ای را با خود حمل می‌کنند بهای پرداخت شده برای برخورداری از آزادی را به خوبی می‌دانند. اطلاع از فداکاری آن‌ها همواره ما را از صدمه دشمنان مصون نگه خواهد داشت. از سوی دیگر، ما تنها وارث پیروزمندان در جنگ نیستیم، بلکه دستآورد آنان که در صلح پیروز شده‌اند نیز همواره با ماست؛ افرادی که دشمنان قسم خورده را به دوستان مطمئن تبدیل کردند و ما هم باید هم‌اکنون از تجارب آن‌ها استفاده کنیم.
ما از مردمان دفاع خواهیم کرد، ارزشهایمان را به وسیلهٔ نیروی بازو و حکومت قانون نگه خواهیم داشت. ما اختلاف‌هایمان را با ملل دیگر در عین شجاعت از مسیر صلح حل خواهیم کرد. این به معنی بی‌خبری ما از خطرات رویارو نیست بلکه نشانه آن است که تعامل در بلندمدت، بدگمانی و ترس را از بین می‌برد.
ایالات متحده به عنوان متحدی نیرومند در جای جای جهان باقی خواهد ماند؛ و نهادهایمان را برای افزایش ظرفیت و اداره کردن بحران‌ها در فرای مرزهایمان گسترش خواهیم داد. هیچ کشوری بیش از قدرتمندترین کشور جهان از صلح سود نخواهد برد. ما از دموکراسی از آسیا گرفته تا آفریقا، از قاره آمریکا تا خاورمیانه حمایت خواهیم کرد. چرا که منافع و وجدان ما، ما را به حمایت از آن‌هایی که فریاد آزادی سر می‌دهند، وادار می‌سازد. ما باید سرچشمه امید برای فقرا، بیماران، گروه‌های حاشیه‌ای و قربانیان تبعیض باشیم نه از راه خیرخواهی بلکه به این دلیل که صلح در زمانه ما در گرو پیشبرد مداوم آن اصولی ا ست که در اعتقاد مشترک ما خلاصه می‌شود یعنی مدارا و فرصت، شرافت انسانی و عدالت.
ما مردم امروز اعلام می‌کنیم که واضح‌ترین نشانه حقیقت این است که همه ما برابر آفریده شده ایم؛ و این برابری مانند ستاره‌ای همچنان ما را در مسیرمان راهنمایی می‌کند. از سنکا فالز تا سلما و تا استون وال. همان‌طور که مردان و زنانی را که ردپایشان اینجا در این محوطه بر جای مانده، راهنمایی کرد. افرادی که اینجا به حرف‌های سخنوری گوش دادند که می‌گفت نمی‌توان به تنهایی طی طریق کرد. یا سخنان مارتین لوتر کینگ را بشنوند که می‌گفت آزادی‌های فردی ما با آزادی هر موجود زنده‌ای پیوند ناگسستنی دارد.
هم اکنون وظیفه نسل ما است که تلاش‌های آن افراد پیش رو را ادامه دهیم. این مسیر تا زمانی که همسران، مادران و دخترانمان بتوانند به اندازه تلاششان مزد بگیرند، به اتمام نخواهد رسید. این راه تا زمانی که با برادران و خواهران همجنسگرایمان همچون دیگران برپایه قانون رفتار نشود به اتمام نخواهد رسید؛ و در آن صورت عشقمان به یکدیگر نیز باید برابر باشد.
سفر ما کامل نخواهد بود مگر آن که هیچ شهروندی مجبور نباشد برای استفاده از حق رأی خود ساعت‌ها در انتظار بماند. سفر ما کامل نخواهد بود مگر آنکه به مهاجران مشتاق و امیدواری که آمریکا را سرزمین فرصت‌ها می‌دانند، خوشامد بگوئیم. تا زمانی که دانشجویان و مهندسان جوان، به جای اینکه از کشورمان اخراج شوند، به عنوان بخشی از نیروی کار ما ثبت شوند. سفر ما کامل نخواهد بود مگر آن که همه فرزندان ما، از خیابان‌های دیترویت گرفته تا تپه‌های آپالاچی، و کوچه‌های آرام نیو تاون، بدانند که کسی مواظب آنهاست، بدانند که عزیزند و خطری تهدیدشان نمی‌کند.
این وظیفه نسل ماست تا این واژه‌ها، این حقوق، و این ارزش‌های زندگی، آزادی، و جستجوی خوشبختی را برای هر آمریکایی واقعیت ببخشیم. برای وفادار بودن به اسناد بنیان‌گذار کشورمان نیازی نیست که در هر حیطه زندگی به توافق برسیم، و به این معنا نیست که تعریف همه ما از آزادی دقیقاً یکسان باشد، یا تنها یک مسیر را برای رسیدن به خوشبختی دنبال کنیم. پیشرفت، ما را وادار نمی‌کند که برای همیشه دربارهٔ بحث چند صد ساله نقش دولت، منازعه کنیم. بلکه ما را ملزم می‌کند در دوران خودمان عمل کنیم.
در حال حاضر تصمیم‌گیری به ما بستگی دارد و نمی‌توانیم آن را به تأخیر بیندازیم. نمی‌توانیم مطلق گرائی را به جای اصول بگذاریم. نگاه شخصی را به جای سیاست، یا هیاهو را به عنوان یک بحث منطقی جا بزنیم. ما باید عمل کنیم، با دانستن اینکه که کارمان بی‌نقص نخواهد بود. ما باید عمل کنیم، با دانستن این که پیروزی امروز بخشی از پیروزی است و ادامه آن کار کسانی است که در چهار سال، چهل سال، و چهار صد سال در اینجا می‌ایستند تا این روح فارغ از زمان را که از تالار فیلادلفیا به ما ارث رسیده به پیش ببرند.
هموطنان آمریکایی من، سوگندی که امروز پیش شما ادا کردم، مانند همان نسخه‌ای است که خدمتگذاران در کنگره قرائت کرده‌اند، و سوگند به خدا و کشور است. نه حزب یا جناح. ما باید صادقانه مجری این تعهد در طول دوران خدمتمان باشیم؛ ولی سخنانی که امروز بیان کردم، خیلی متفاوت از سوگندی نیست که یک سرباز در زمان دریافت نشانی برای انجام وظبفه‌اش ادا می‌کند یا در زمان تعبیر رؤیای یک مهاجر برای دریافت شهروندی این کشور. سوگند من خیلی متفاوت از تعهد همه ما به پرچم آمریکا نیست که در بالای سرمان به اهتراز درآمده و قلب ما را مالامال از غرور و افتخار می‌کند.
این‌ها حرف‌های شهروندان است و بیانگر والاترین امیدهای ما. شما و من، به عنوان شهروند، این قدرت را داریم که کشور را در مسیر درست قرار دهیم. شما و من، به عنوان شهروند موظفیم که گفتمان‌های زمانه‌مان را شکل دهیم، نه تنها با رائی که به صندوق می‌اندازیم، بلکه با صدائی که در دفاع از ارزش‌های دیرینه و ایده‌آل‌های پایدارمان بلند می‌کنیم.
بیائید تا هر یک از ما، به عنوان یک وظیفه، اما با لذت، حق جاوادانی را که همزاد ماست، در آغوش بگیریم. بیائید تا با تلاش و همت همگانی، با شوق و ایثار به ندای تاریخ پاسخ دهیم و نور آزادی را به آینده نامطمئن بتابانیم.
متشکرم! درپناه خدا باشید؛ و او ایالات متحده آمریکا را در پناه خودش نگاه دارد.